# Kopstoot (geweld)

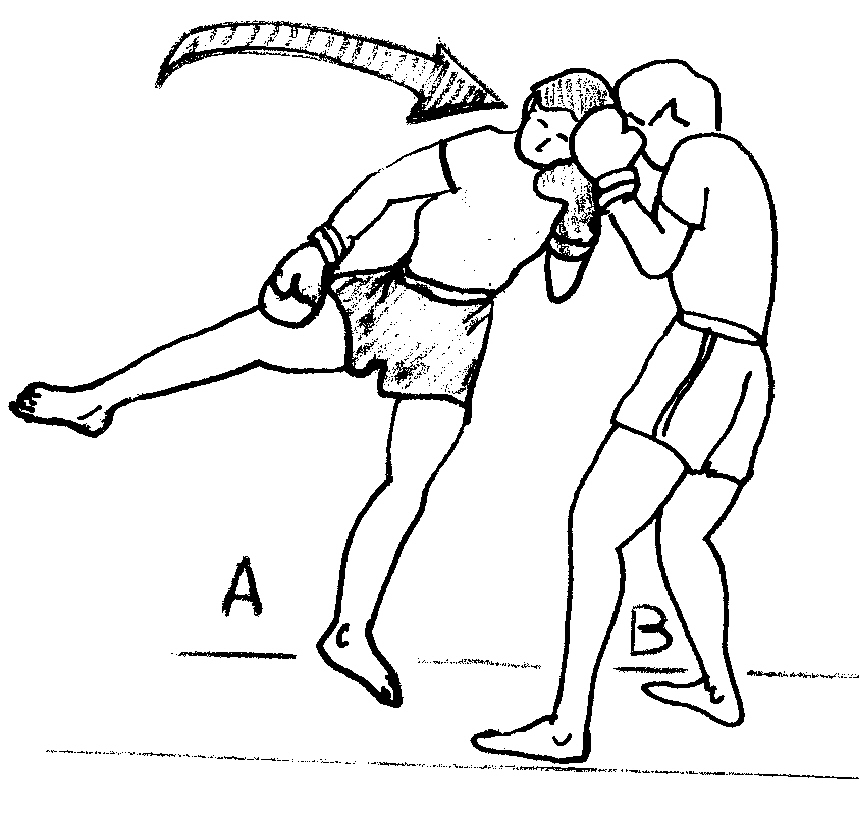
Kopstoot tegen het voorhoofd

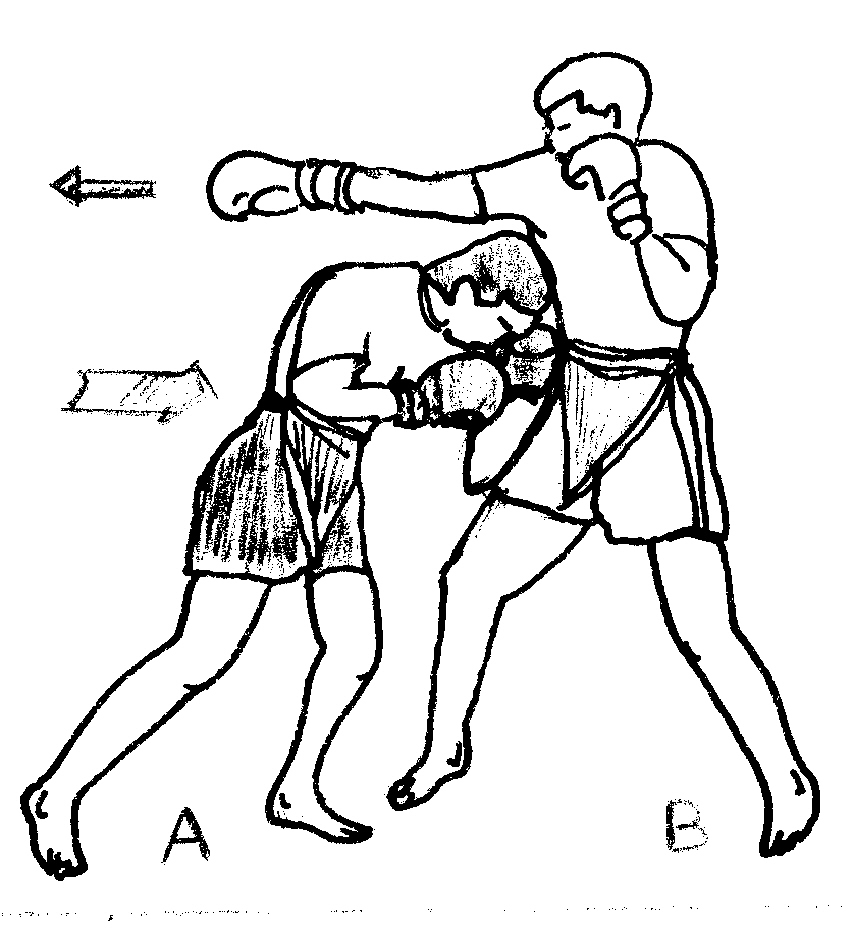
Kopstoot vol op de borstkas

Een kopstoot is een geweldstechniek die reglementair kan worden toegepast bij gevechtskunsten zoals jiujitsu en san shou. Hierbij wordt met het hoofd een stoot toegebracht tegen een kwetsbaar lichaamsdeel van het slachtoffer, veelal het hoofd.
De kopstoot kan in verschillende richtingen worden toegepast, zowel naar voren als naar achteren en zijwaarts. Bijvoorbeeld bij een verwurging van achteren, waarbij het lichaam van de aanvaller zich dicht bij die van de verdediger bevindt, kan een achterwaartse kopstoot als atemi tegen de neus of kin voor de hand liggen. Als het de aanvaller niet verwondt, zal het in veel gevallen in ieder geval de aandacht afleiden, waarop andere technieken kunnen worden ingezet.
Het zich tegen een kopstoot verdedigen is niet eenvoudig, omdat de kopstoot vaak onverwachts en van zeer korte afstand aankomt. Aangezien het hoofd en de nek kwetsbare lichaamsdelen zijn, kan ook degene die een kopstoot toepast er letsel bij oplopen.
Een kopstoot is in maar weinig sporten toegestaan. Hij wordt soms wel als onreglementair geweldsmiddel gebruikt. Een voorbeeld hiervan is de finalewedstrijd van het Wereldkampioenschap voetbal 2006, waar Zinédine Zidane een kopstoot tegen de borst uitdeelde aan Marco Materazzi. Hij kreeg hiervoor een rode kaart en moest dus het veld verlaten.